# ريبيكا برنال
ريبيكا بيرنال رودريغيز (من مواليد 31 أغسطس 1997)، هي لاعبة كرة قدم مكسيكية محترفة تلعب في مركز قلب الدفاع لنادي الدوري المكسيكي للسيدات مونتيري والمنتخب المكسيكي للسيدات.

## مسيرتها
ظهرت مع المكسيك في مباراة ودية عام 2017 ضد السويد.

## مسيرتها الدولية
اختيرت برنال ضمن قائمة المكسيك المُشاركة في ألعاب عموم أمريكا 2023 التي أقيمت في سانتياغو، تشيلي، حيث لم يهزم المنتخب المكسيكي ليفوز بالميدالية الذهبية لأول مرة في تاريخ مشاركاته في ألعاب عموم أمريكا، بفوزه على تشيلي 1–0. وسجلت برنال هدف الفوز للمكسيك.

## الأهداف الدولية
| #. | التاريخ        | المكان                                                          | الخصم            | الهدف | النتيجة | المسابقة                             |
| -- | -------------- | --------------------------------------------------------------- | ---------------- | ----- | ------- | ------------------------------------ |
| 1. | 17 فبراير 2022 | ملعب الجامعة، سان نيكولاس دي لوس غارزا، المكسيك                 | سورينام          | 6–0   | 9–0     | تصفيات بطولة الكونكاكاف للسيدات 2022 |
| 2. | 20 فبراير 2022 | ملعب فيليكس سانشيز الأولمبي، سانتو دومينغو، جمهورية الدومينيكان | أنتيغوا وباربودا | 2–0   | 8–0     | تصفيات بطولة الكونكاكاف للسيدات 2022 |
| 3. | 25 أكتوبر 2023 | ملعب ساوساليتو، فينيا ديل مار، تشيلي                            | تشيلي            | 1 –1  | 3–1     | دورة الألعاب الأمريكية 2023          |
| 4. | 3 نوفمبر 2023  | ملعب إلياس فيغيروا براندر، فالبارايسو، تشيلي                    | تشيلي            | 1–0   | 1–0     | دورة الألعاب الأمريكية 2023          |

## الأوسمة والجوائز

### دوليا
المكسيك تحت 17 سنة
- بطولة الكونكاكاف للسيدات تحت 17 سنة: 2013